# Haemagogus spegazzinii
Haemagogus spegazzinii är en tvåvingeart som beskrevs av Brethes 1912. Haemagogus spegazzinii ingår i släktet Haemagogus och familjen stickmyggor. Inga underarter finns listade i Catalogue of Life.